# Grotte Santo Stefano
Grotte Santo Stefano è una frazione del comune di Viterbo. Si trova a circa 16 km dal capoluogo dell'alta Tuscia, percorrendo la strada Teverina, verso la valle del Tevere. È servita dalla omonima stazione della Ferrovia Viterbo-Attigliano.
Fino al 2 gennaio 1927 era un comune della provincia di Roma. Con la riforma delle province attuata da Benito Mussolini, a partire dall'anno successivo fu aggregato a Viterbo assieme ai territori di Bagnaia, San Martino al Cimino e in seguito, dal 1946, Roccalvecce Decreto del Capo provvisorio dello Stato 20 settembre 1946, n. 287.
All'epoca, in disputa con Viterbo per l'elevazione al rango di Provincia era Civitavecchia che perse l'opportunità, proprio perché Viterbo riuscì con le aggregazioni di altri comuni ad incrementare il proprio territorio e il numero degli abitanti.
Solo il 27 maggio 1969, su proposta di legge durante la V legislatura a nome del deputato Aldo Bozzi appartenente al Partito Liberale Italiano (PLI), ci fu il primo tentativo di ricostituire il comune autonomo di Grotte Santo Stefano, comprensivo anche del paese di Magugnano ad esso limitrofo, ma la proposta di legge non fu mai discussa alla Camera dei Deputati.
Gli abitanti nel 1974 e 1985 tentarono di ricostituire il Comune autonomo, ma i tentativi non ebbero gli esiti sperati e, pur restando a 16 km di distanza da Viterbo e con una popolazione di circa 3.800 abitanti con origini e tradizioni diverse, Grotte Santo Stefano resta praticamente un "quartiere decentrato" di Viterbo.

## Storia

### Origini
Le origini di Grotte Santo Stefano hanno inizio con la distruzione di Ferento, avvenuta nel 1172 ad opera dei viterbesi e dei cellenesi che vedevano la laboriosa città come rivale poco gradita. Viterbo incorporò nei propri possedimenti comunali tutto il territorio municipale della distrutta Ferento. I Ferentani sopravvissuti all'assalto notturno delle milizie viterbesi, dopo tanto vagare nelle campagne, si avvicinarono a Viterbo chiedendo di essere accolti. I viterbesi, però, accettarono, dopo insistenti preghiere e sottomissioni, solo le famiglie più danarose ed agiate, mentre cacciarono tutti coloro che non avevano disponibilità finanziarie. Questi furono costretti a cercare rifugio, ma non vollero allontanarsi dalle loro terre. Trovarono quindi rifugio verso la valle del Tevere, nel limitrofo territorio soggetto all'autorità del Marchese di Montecalvello, presso alcune grotte di origine etrusca, utilizzandole come abitazioni. Tali Grotte erano per lo più ubicate nel punto di maggiore distanza dal preesistente borgo di Montecalvello e prossime al confine col territorio della nativa Ferento. La forte autonomia feudale (quasi un'indipendenza sovrana) di cui poteva godere la Marca di Montecalvello, garantiva sicurezza ai Ferentani.
Con il passare degli anni, si formò una nuova comunità di contadini e di pastori ai quali il Vescovo di Bagnoregio assegnò il parroco della parrocchia di Santo Stefano dove, fin dal 1202, erano custodite le maggiori ricchezze materiali e spirituali, appartenute alle chiese ferentane, dedicate a San Gemini e San Bonifacio, vescovo di Ferento martire nel VI secolo. Probabilmente la prima casa in muratura venne eretta intorno al 1500. Vicino alla zona delle antiche grotte, fu eretta una piccola edicola in onore del Santo e da qui il nome di Grotte di Santo Stefano. L'amministrazione civile della nuova popolazione formatasi fu assoggettata alla signoria diretta del Marchese di Montecalvello.
L'autorità del Feudo delle famiglie signore di Montecalvello, Calvelli, Monaldeschi, Raimondi e dal 1654 Pamphili era mitigata però dall'esistenza del Comune medievale pontificio di Montecalvello, di cui è noto lo Statuto del 1532. Tuttavia, ciò non trovava applicazione per la popolazione di Grotte S. Stefano, poiché soggetta alla signoria diretta del Marchese.

### Concessione di un patrono
In questi tempi, i cittadini grottani manifestarono alle autorità ecclesiali il desiderio di avere un Santo Patrono proprio e ottennero dal Vaticano, tramite la Diocesi di Bagnoregio, le ossa di un martire cristiano al quale era stato dato il nome di Venerando (da "ossa venerande" o da venerare). San Venerando è patrono di Grotte Santo Stefano e si festeggia nella prima domenica di settembre. Il compatrono Santo Stefano si festeggia invece il 26 dicembre.

### Comune di Grotte Santo Stefano
I cittadini di Grotte S. Stefano continuarono ancora per molto tempo a dipendere civilmente dai proprietari del Feudo e, dal punto di vista religioso, dall'Arciprete di Montecalvello. Qualche decennio dopo però, verso la fine del Settecento, essi cominciarono ad avere una certa autonomia religiosa. Nel febbraio 1808 Napoleone Bonaparte, imperatore dei Francesi, occupò Roma e dunque il Lazio e, nel marzo 1809, i cittadini grottani assunsero anche l'autonomia civile. Infatti, mentre fino a quella data i documenti ufficiali erano diretti all'"Amministrazione del Principe Doria Pamphili di Montecalvello in Grotte S. Stefano", dal novembre 1809 analoghi documenti portano l'intestazione "S.M. Napoleone I imperatore dei francesi re d'Italia" e sono diretti non più ai Doria Pamphili ma al Circondario di Viterbo con il nome di arrondissement. Vi si parla di "mairie" (Comune) e di "Maire de la comune di Grotte S. Stefano" (Sindaco). Nacque dunque il Comune di Grotte Santo Stefano. Il dominio francese durò fino al 1813, ma il Comune di Grotte S. Stefano rimase. Il capo del Comune, quindi, non si chiamò più "maire", ma "gonfaloniere", poi "Sindaco" dopo il 1870, con l'annessione del Lazio all'Italia Unita poi, infine, "podestà".
Il territorio della Marca di Montecalvello, feudo Doria-Pamphili (territorio amministrativo che coincideva con quello poi divenuto comunale) fu riconosciuto essere gravato di diritti d'uso civico a favore dei residenti nel territorio del feudo da papa Innocenzo X (Giovanni Battista Pamphili) quale Sovrano dello Stato Pontificio, fin dal 14 gennaio 1647, ai tempi di Donna Olimpia Maidalchini. Questo riconoscimento è fondamentale, perché tali diritti erano infatti implicitamente regolamentati in vari articoli dello Statuto del Comune medievale pontificio di Montecalvello del 1532, ma sono giuridicamente validi solo se hanno ricevuto la sovrana approvazione.
Il termine "comune" ha invece origine dalle omonime istituzioni post-feudali, ma l'istituto affonda le sue origini nella Polis, la città-stato greca. Nei territori agricoli abbandonati dall'autorità romana e riorganizzati mediante il sistema feudale, il comune rurale (che altrove in Italia era detto anche Regola o Vicinia, e che si differenziava per molti aspetti sociali e politici dal ben più noto cittadino) deriva storicamente proprio dalle comunità agricole composte da contadini residenti, in genere aldii o lavoratori semiliberi e liberi che nel loro insieme venivano indicati col termine latino di "vicinia" (abitanti del vicus = villaggio, cioè villici, essendo il villaggio un centro urbano costituito di ville, i cui abitanti erano detti villani) ovvero intendendo con la parola "vicinia" i villaggi stessi intesi come comunità dei suoi abitanti, che si riunivano per definire insieme il rispetto delle leggi (regulae) che regolavano la vita ed i beni "comuni, in comune" (in latino: communalia), ma soprattutto l'elezione del loro rappresentante davanti alle autorità maggiori dell'epoca: i signori feudali e gli ecclesiastici.
Secoli dopo (1892), questi diritti originarono, in base alla richiesta di affrancazione della terra del Feudo inoltrata dal Marchese di Montecalvello e signore di Grotte S. Stefano Filippo Andrea V Doria Pamphili in seguito alla promulgazione della Legge pontificia del 1849 ed a quella italiana del 1888, nonché mediante rivendicazioni popolari tutt'altro che pacifiche, alla costituzione di un patrimonio di terreno agricolo e bosco ceduo di proprietà collettiva della popolazione residente nel territorio dell'allora Comune di Grotte, territorio corrispondente a quello dell'ex-feudo ("ubi feuda ibi usus", "ubi usus ibi demania" e la più nota "ubi feuda, ibi demania": ove è possibile riscontrare l'esistenza di un feudo legittimamente posto, vi è demanio feudale ed esercizio di usi civici da parte delle popolazioni).
Per la amministrazione e gestione di tale proprietà collettiva furono istituiti appositi Enti pubblici: prima l'Università agraria (disciolta nel 1925 e quindi "temporaneamente" gestita da un Commissario Prefettizio fino al 1947), successivamente, dal 1947, l'Amministrazione Separata Beni Usi Civici di Grotte Santo Stefano (A.S.B.U.C.). La superficie maggiore dell'antico feudo, per effetto di quella stessa legge, diveniva invece proprietà privata della famiglia Doria-Pamphili: successivamente una parte fu acquistata dall'Università Agraria nei primi anni venti del Novecento. L'istituto del Feudo (già spogliato in epoca francese dell'autorità di amministrazione civile e giudiziaria) cessava in tal modo definitivamente nelle Provincie italiane ex-pontificie anche dal punto di vista del diritto agrario, per conseguenza di dette procedure legali dette affrancazioni e previste dalla legge italiana del 1888 ancora vigente, cedendo il passo all'autorità del Comune, dell'Università Agraria e, più modernamente, dell'Amministrazione Separata Beni Usi Civici.
Rimanevano flebili tracce del diritto feudale solo in qualche livello concesso dalla Casa Doria-Pamphili sulle sue residue proprietà "private", nonché nell'attribuzione di inusucapibilità e impignorabilità delle terre di proprietà collettiva d'uso civico, causandone l'assimilazione al demanio (Patrimonio indisponibile).

### Grotte S. Stefano diviene frazione del Comune di Viterbo
Lo status di Comune per Grotte Santo Stefano rimase fino al 1928, quando venne soppresso e aggregato in parte al Comune di Viterbo, in parte (zona a Nord del Torrente Rigo) a quello di Graffignano (Regio decreto 9 aprile 1928, n. 866, poi pubblicato in G.U. n. 105 del 4 maggio 1928) Così, dopo 756 anni, Viterbo vide compiuto quello che era stato probabilmente il "sogno" dei suoi Signori medievali: riunire sotto il "leone viterbese" tutto il territorio già appartenente all'antica distrutta Ferento e al feudo degli antichi Monaldeschi. L'opera venne completata nel 1986 con l'assorbimento anche della Diocesi di Bagnoregio. Negli ultimi decenni, come sopra accennato, la cittadinanza di Grotte Santo Stefano ha avanzato più volte la richiesta di ricostituire il comune autonomo, lamentando uno scarso interesse del Comune di Viterbo nei confronti della frazione. Tali richieste non hanno mai avuto l'esito sperato.

### Ospiti speciali

#### Trilussa
A Grotte Santo Stefano, per alcuni anni, ha vissuto anche il famosissimo poeta romano Carlo Alberto Salustri, più conosciuto come il Trilussa: si era trasferito nel piccolo centro per inseguire il suo grande amore, una giovane attrice figlia di una cittadina grottana, Leda Gys. Infatti, quando questa da Roma tornò al paese di origine, lui la seguì ma, dopo aver capito che lei non avrebbe mai ricambiato il suo amore, il poeta tornò "sconsolato" a Roma.

#### Pietro Farini
Tra il 1926 ed il 1929 visse a Grotte Santo Stefano, in veste di sorvegliato speciale e farmacista, Pietro Farini, uno dei padri del socialismo italiano. Nel dattiloscritto autobiografico "In marcia con i lavoratori", custodito presso l'Istituto Gramsci di Roma, Farini parla del suo soggiorno a Grotte Santo Stefano. Nel suo libro Pietro Farini racconta del giorno in cui alcuni impiegati del Comune di Viterbo arrivarono in paese per togliere dalla facciata del Palazzo Comunale di Grotte Santo Stefano lo stemma e portare via quanto si trovasse dai locali, accompagnati da un forte dispiegamento delle forze dell'ordine. In questa occasione Farini prese parte alle proteste e dice ai grottani: "Avete ben ragione a protestare, col comune i cittadini di Grotte perdono tutti i loro diritti".

### Seconda Guerra Mondiale
Dopo la Battaglia di Cassino, a partire dal 28 maggio 1944, iniziò l’avanzata degli Alleati in direzione Nord, raggiungendo Paliano (FR) il 5 giugno, Roma il giorno 6 e Viterbo il 9 giugno. Dopo che essi avevano già occupato alcuni paesi della Tuscia, il 10 giugno il Reggimento di fanteria di riserva dell'esercito sudafricano PAG (Prince Alfred's Guard, chiamato anche Chief Maqoma Regiment) sviluppò la sua azione offensiva su Grotte Santo Stefano. Nella battaglia di Celleno, avvenuta il 10 giugno, l’artiglieria controcarro tedesca inflisse dure perdite alle forze corazzate sudafricane. Il PAG, fin dal suo sbarco in Italia, era equipaggiato con carri armati M4 Sherman e M3 Stuart. Le armate tedesche arrivarono in paese verso sera (precisamente alcune testimonianze raccontano che le prime cannonate si sentirono dalle ore 18) e attuarono un'imboscata, dove ebbero modo di sottrarre anche carri e animali da soma a molti abitanti colti di sorpresa. I resti di alcuni carri armati rimasero a lungo sul campo di battaglia, come ad esempio i tre carri armati Sherman andati distrutti in combattimento nella piana Campo Lungo, località tra Grotte Santo Stefano e Celleno, di cui uno era comandato dal tenente Arnold (Coley) Colenbrander. Comunque, questo non è stato l'unico attacco bellico sferrato al paese: nello stesso giorno, per via aerea, furono anche sganciate numerose bombe da stormi di bombardieri. Dopo la quasi immediata caduta di Grotte Santo Stefano e di Celleno, gli Alleati continuarono la loro risalita nella penisola, puntando decisamente su Orvieto.

### Il Dopoguerra
Negli anni cinquanta, le industrie tessili Marzotto tentarono di acquisire gli stabilimenti della Società Monte Amiata dove si lavorava farina fossile, estratta in loco e molto richiesta per vari utilizzi di tipo industriale, ma non ci furono sviluppi nella trattativa e tutto rimase come era, fino alla chiusura degli stabilimenti. Il 27 luglio del 1966, in località Poggio del gallo, a Grotte Santo Stefano, venne fatta un'importante scoperta archeologica: lungo il corso del "Fosso Campanile", in una zona ricca di farine fossili, venne rinvenuto lo scheletro di un animale preistorico perfettamente conservato. Si tratta di un esemplare di Elephas antiquus ed il prof. Ambrosetti, dell'Istituto Paleontologico di Roma, lo fece risalire al periodo Quaternario. Dopo la completa estrazione dal suolo lo scheletro è stato ricomposto presso lo stesso istituto a Roma, dove è tuttora visibile. Altre scoperte dello stesso tipo hanno portato alla luce altri reperti, tra i quali le zanne di un elefante preistorico, conservate ed esposte al museo di Valentano.

## Monumenti e luoghi d'interesse

### Museo di Petrografia e Mineralogia
Al primo piano del palazzetto che fu la sede del comune di Grotte Santo Stefano, è stato allestito un piccolo museo di Petrografia e Mineralogia, voluto da Padre Felice Rossetti (francescano nativo di Grotte S. Stefano). Nel piccolo museo, gestito dall'associazione culturale Ecomuseo della Tuscia di Grotte S. Stefano, oltre ai tanti campioni di pietre e minerali provenienti da molte parti del mondo, sono raccolte anche quelle provenienti dal territorio circostante e legate alle attività estrattive che a Grotte S. Stefano hanno rappresentato (e per alcuni materiali come il tufo, la "breccia" e la sabbia di fiume, rappresentano tuttora) un settore economico piuttosto importante. Sempre all'interno del piccolo museo è stata allestita una pinacoteca e sono esposti alcuni antichi oggetti, recuperati e restaurati da alcuni volontari, che fanno parte della storia del paese. Interessanti inoltre sono una serie di fossili risalenti a milioni di anni fa, rinvenuti in diverse parti del mondo e inviati a Padre Felice per il piccolo museo.
Inoltre qui è conservato quel poco che resta dell'archivio storico, recuperato dopo anni di insistenti richieste rivolte al Comune di Viterbo. L'archivio tuttavia non è ancora stato sistemato in modo da poter essere visionato e consultato, cosa che sarebbe molto utile per poter ricostruire una parte importante della storia e dell'identità del paese.

### La Parrocchia
La chiesa più grande del paese è naturalmente quella parrocchiale posta in Piazza dell'Unità. La prima testimonianza ufficiale dell'esistenza di una chiesa a Grotte Santo Stefano, sull'attuale sito, è offerta da una visita pastorale del 12 maggio 1599, ove si annota che l'altare del santissimo Sacramento è “da distruggersi” e si fa riferimento alla “tenuta dei libri parrocchiali”. Se ne deduce, perciò, che la chiesa stessa doveva esistere da almeno tre anni, il che induce ad affermare che sia stata eretta nel 1596, o forse prima, ma non dopo, poiché tali visite erano abitualmente triennali. A seguito di un'altra visita del 1603 risultò che la chiesa era già parrocchiale. La chiesa è dedicata a Santo Stefano. Durante una visita pastorale effettuata nel 1631 il Vescovo di Bagnoregio ordinò la costruzione del campanile, ma probabilmente per penuria di mezzi finanziari non venne realizzato. Pertanto il vescovo nel 1636, durante un'altra visita, intimò che si sarebbe dovuto costruire entro l'anno. Durante la visita successiva (1638) il vescovo trovò il campanile già realizzato. All'interno della chiesa sono conservate delle ossa, attribuite al patrono San Venerando, un martire cristiano, probabilmente un soldato Romano di cui non è noto il nome. Lo stesso nome "Venerando" si rifà a un gerundio che significa "da venerare", stante a significare "ossa da venerare". Tali ossa furono riposte nel 1710 all'interno di un'urna di legno intagliato, donata nello stesso anno alla parrocchia da Don Angelo Golini di Vitorchiano. Altre cose di valore, come ad esempio l'organo a canne che era posto sopra la porta principale o i confessionali in legno intagliato risalenti al XVII secolo ed altri oggetti come candelabri e gli stessi angeli in legno posti sopra l'urna del santo, sono stati probabilmente venduti dai vari parroci che si sono succeduti, per far fronte alle spese di manutenzione della chiesa stessa.

### Le chiese filiali
Nel territorio di Grotte Santo Stefano, oltre alla Parrocchia, ci sono 7 chiese filiali minori:

Cripta affrescata raffigurante la Madonna col Bambino, situata all'interno della Chiesa di Santa Maria delle Grazie.

1. La chiesa di Santa Maria delle Grazie, nota anche con il nome di “chiesa della Madonnina”, situata nell'incrocio tra Via della Stazione, Via Piemonte e Via Sardegna. Tale chiesa è una delle più antiche costruzioni a carattere religioso sorte a Grotte Santo Stefano. In origine era costituita da una specie di tempietto o cappella in muratura, che venne successivamente unita durante l'edificazione dell'attuale chiesa, costruita ex novo nel 1898 su iniziativa e a spese dell'omonima Confraternita. All'interno di questa chiesa vi è un'antica cripta affrescata raffigurante la Madonna col Bambino risalente al XIII secolo, che meriterebbe sicuramente maggiori attenzioni;[16]
2. La chiesa della Madonna del Carmine, posta poco distante Piazza dell'Unità, a poche decine di metri dalla chiesa Parrocchiale;
3. La chiesa della Buona Morte, situata nel rione “Centarello”. Si ha notizia che inizialmente una chiesa omonima sorgesse nel territorio della "Torre d'Azone" (di cui si parlerà più avanti nel paragrafo delle "sorgenti d'acqua"). Questa chiesa, dopo essere stata costruita intorno al 1600 e ricostruita nel 1757, il 13 dicembre 1847 venne dichiarata "vecchia ed in rovina per cui se ne deve costruirne altra con materiali tratti da quella in rovina" e il 13 febbraio 1848 il parroco di Grotte S. Stefano, Don Angelo Pacifici, per confermare la rovina della chiesa della Buona Morte, chiese la relativa autorizzazione al vescovo di Bagnorea. L'autorizzazione venne accettata e, in un'altra lettera a firma di tal Bernardino Fulvi, vennero inviate le informazioni sulla costruzione di una nuova chiesa. La costruzione di tale chiesa venne ultimata in data 29 agosto 1868;[16]
4. La chiesa di Santa Maria del Traforo, situata a Magugnano. La prima notizia dell'esistenza di questa chiesa risale all'8 marzo 1675. Il nome potrebbe derivare da "Traffore" o "Traforre", nome di Magugnano nelle antiche mappe;
5. La chiesa della Madonna di Pianaeta. Secondo una leggenda popolare un giorno la Madonna sarebbe apparsa tra i rami di una quercia cresciuta davanti al Cimitero di Grotte S. Stefano. In ricordo di tale evento si volle ergere una chiesa.
6. La chiesa del Santissimo Salvatore (approfondimento nel paragrafo "La chiesa del Santissimo Salvatore")
7. La chiesa della Madonna dell'Aiuto. Sorge, isolata in un'ampia radura, ai margini della strada grottana, già ferentana, a circa un chilometro dall'abitato di Montecalvello. Qui ogni anno, a settembre, si svolge l'antica fiera contadina (fiera della Madonna dell'Aiuto). La chiesa ha la tipica architettura delle chiese di campagna e, al suo interno, conserva gli ex voto che i fedeli donavano per grazia ricevuta. Il suo nome deriva da fatto che durante un assalto subìto da parte dei briganti uno dei malcapitati si appellò all'aiuto della Madonna con la frase "Madunnina mia aggiutatice" (Madonnina mia aiutateci). Considerato che alla fine egli ebbe salva la vita, fece edificare la piccola chiesa dedicandola alla Madonna.

### Testimonianze etrusche
Nelle campagne circostanti ci sono vari cippi funerari di origine etrusca e lungo la strada che unisce Grotte Santo Stefano al borgo di Roccalvecce si può vedere "La pietra dell'anello", uno spuntone di roccia calcarea posto sopra una collinetta, che ha da sempre suscitato la fantasia dei Grottani, dando origine a numerose leggende tra cui la più famosa è quella della "Chioccia con le uova d'oro". In località "Santigiglio" (probabilmente da Sant'Egidio) si trova "Il buco della Fata": si tratta di un tunnel con la volta a V rovesciata largo circa un metro e lungo circa cinquanta, che si inoltra nel sottosuolo. Si presume che questo tunnel sia di origine etrusca vista la presenza in zona di numerose tombe.
Questo non è l'unico esempio di testimonianza etrusca: intorno alle campagne di Grotte Santo Stefano ci sono diversi siti di origine etrusca con tombe e cippi funerari, tra le quali la "Tomba Rossa" sita in un terreno privato nel territorio della vicina Vitorchiano. La "Tomba Rossa" scavata nel tufo è caratterizzata dalla colorazione rossa (da cui prende il nome) delle finte travi del soffitto e stando alle descrizioni di chi in passato vi è potuto entrare, era decorata alle pareti con diverse immagini, una delle quali rappresentava un carro da guerra trainato da cavalli. La tomba è riempita di terra quasi fino al soffitto e quindi non è possibile né visitarla né riuscire a capire se le decorazioni alle pareti sono ancora presenti e se si sono conservate.

### Architettura storica
Nel rione di Magugnano, in una via vicino alla piazza, sono ben visibili i resti di una piccola fortificazione caratterizzata da alcuni archi che sono rimasti praticamente intatti fin dal XIII secolo. Da questa fortificazione, una modesta guarnigione viterbese poteva controllare eventuali movimenti provenienti dal vicino castello di Montecalvello, servendosi della torretta posta sopra i due archi in mattoni che introducevano al piccolo borgo. Infatti, il rione di Magugnano era parte del comune di Viterbo fin dal 1172, anno della distruzione di Ferento, mentre Montecalvello era, nella prima metà del Duecento, proprietà del ghibellino Alessandro Calvelli. Il feudo di Magugnano, nel territorio di Ferento, fu definitivamente incorporato nel 1174 al territorio di Viterbo, quando Cristiano, Arcivescovo di Magonza, assicurò la non riedificazione di Ferento e riassegnò il territorio di quest'ultima al contado di Viterbo. Divenuta una delle Bandite Comunali, a Magugnano non sorse mai un vero castello (diversamente da quanto avvenne nelle limitrofe Celleno, Roccalvecce, Graffignano, Sipicciano, Vitorchiano) sia perché con la caduta di Ferento aveva perso la propria autonomia feudale, ma anche perché era immediatamente prossimo a Grotte ed a Vallebona (abitati del feudo di Montecalvello). Un castello sarebbe stato infatti una potente fortificazione militare a favore dei viterbesi proprio nel momento in cui, con la Signoria dei Gatti a Viterbo, si ha menzione di frequenti ostilità con i Monaldeschi vassalli di Roccalvecce e Montecalvello, culminate alla fine del XV secolo in una vera battaglia presso Montecalvello fra Gatteschi e Maganzesi. Di queste lotte rimane traccia nelle iscrizioni presenti nella Chiesa di San Rocco in Montecalvello. Scendendo per la via sotto la chiesa della Madonna del Traforo, si possono ancora vedere le grotte di origine etrusca che furono abitate dapprima dai Ferentani sfuggiti alla distruzione della loro città ed in seguito dai loro discendenti, in alcuni casi fino ai primi decenni del Novecento.
Altre di queste grotte si trovano invece nella parte bassa del rione Centarello dove era stata edificata la prima edicola a Santo Stefano che, in seguito, diede origine alla costruzione della piccola chiesa dedicata alla Madonna della Buona Morte.
Queste antiche grotte sono state adibite a stalle e ricoveri per animali domestici e vengono utilizzate come piccoli magazzini. Molto suggestivi sono stati i presepi viventi allestiti in passato, durante le festività natalizie, dall'associazione G.P.A.L. (gruppo promotore attività locali) proprio in queste antiche grotte. In località "Le Case" esiste un piccolo borgo nato presumibilmente verso la fine del Seicento; in località "Casone" alcune case furono costruite intorno ad una grande costruzione che in origine era un convento di frati, e per le sue dimensioni era ed è chiamato il casone.
Altri piccoli borghi si trovano in località "San Biagio, "La Torre, "Il Poggio", "Il Bellagio", "Poggio Crudo", "Belvedere" (detto anche il Tigrè) ed "Il Centarello".

### La Cascata dell'Infernaccio
Il paesaggio rurale intorno a Grotte Santo Stefano presenta siti archeologici di origine etrusca, il castello medievale di Montecalvello e, a pochissimi chilometri, i resti dell'antica città di Ferento. La scenografica Cascata dell'Infernaccio, generata dal salto di livello che il fiume Rigo incontra lungo il suo percorso verso il Tevere, è raggiungibile a piedi lungo un interessante itinerario naturalistico.

### Terra dei briganti
Grotte Santo Stefano è stata anche terra di briganti che utilizzavano la vicina macchia di Piantorena come luogo ideale per le loro scorribande. Tra i briganti più famosi del territorio spicca il nome di Luigi Rufoloni detto "Rufolone" il quale, originario della vicina Sant'Angelo di Roccalvecce, si era trasferito proprio a Grotte Santo Stefano.

### Solfatara
Tra Grotte Santo Stefano e Ferento, in località Vallecontina, vicino al fiume Vezza c'è una solfatara di medie dimensioni dove i fanghi ribollono per effetto dei gas solforosi che risalgono dal sottosuolo, a conferma delle origini vulcaniche della zona.

### Sorgenti d'acqua
Numerose sono le sorgenti d'acqua che si possono trovare nel territorio e, data la presenza di molti minerali e in particolare quelli ferrosi, in molte di queste sorgenti sgorga acqua di un sapore particolare che viene chiamata dagli abitanti del luogo: "Acqua Forte". Una di queste si trova in località "Lo Spicchione"; un'altra, dove l'acqua è particolarmente ricca di ferro, dà il nome a tutta la zona che si chiama, appunto, località "L'Acqua Forte"; un'altra sorgente, detta "Acqua del Conventino", si trova in località "Il Conventino", così chiamata perché all'inizio della strada che porta a questa sorgente sorgeva un piccolo convento di epoca medievale del quale è ben visibile il rudere che è utilizzato come magazzino agricolo.
Altre sorgenti sono la fontana del "Tufo", la fontana degli "Ammalati", la fontana del "Frate" e la fontana della "Torre", limitrofa al centro abitato dove, per la grande abbondanza d'acqua, era stato allestito un fontanile (ancora in funzione) e vicino ad esso un grande lavatoio (ormai smantellato) in cui le donne del luogo hanno lavato a mano i propri panni sino alla fine degli anni sessanta. Questa è la fontana con la maggiore portata media giornaliera di acqua: circa 15.000 litri al giorno. A questa fontana è stato attribuito il nome di "Fontana della Torre" perché si trova nel rione "La Torre". A questo rione è stato originariamente attribuito questo nome perché si è sempre ritenuto che si trovasse nei pressi di un'antica torre, la Torre d'Azone, costruita forse a fine del XII secolo o a inizio del XIII secolo. Si è poi scoperto che, in realtà, i resti di questa torre sono situati in un altro rione ("Santo Stefano", precisamente sullo sperone terminale del promontorio di Santo Stefano). Il proprietario di questa torre fu un certo "Verardus Acconis" (Everardo Azone). Egli, in data 9 luglio 1216, cedette alla canonica di San Bonifacio e Santo Stefano di Viterbo (infatti la chiesa di S. Bonifacio era stata incorporata nella canonica dai tempi della distruzione di Ferento avvenuta la notte del primo gennaio del el 1172, ma ne ottenne la conferma alcuni anni dopo, il 9 dicembre 1219, con la Bolla di Papa Onorio III) vari terreni in località Montecalvello, Cunicchio, Pian del Pero e Torena (Piantorena). Ritornando invece alla fontana, non si sa bene quando venne costruita per la prima volta, sappiamo però che venne restaurata nel 1825 ad opera di alcuni Grottani, come scritto nell'incisione posta sul frontale del fontanile: 
cioè letteralmente “I Grottani (con "cryptenses" si intende coloro che vivono nelle grotte) restaurarono questa sorgente secondo le giuste norme nell'anno 1825”. Lo scarico della fontana si immette nel fosso della Torre che si immette nella campagna circostante e che infine confluirà, circa 600 metri più avanti, nel Fosso del Ponte. Lungo il suo percorso iniziale si può ammirare un piccolo bosco misto composto da piante arboree tipiche della Macchia Mediterranea e da grandi esemplari di Bamboo (Bambusa vulgaris Schrad. ex J.C.Wendl.).

### Palazzo Doria Pamphili
Scendendo a sinistra della Chiesa in Piazza dell'Unità, si arriva davanti al palazzo Doria Pamphili risalente al XVIII secolo. Sopra il portone principale è posto un fregio in peperino che riproduce lo stemma della famiglia. Il palazzo fu donato dalla famiglia alle Suore del "Preziosissimo Sangue" che lo usarono come convento e come scuola fino agli inizi degli anni settanta quando, con una raccolta di fondi tra la popolazione, fu acquistato dalla Parrocchia Santo Stefano. Versa in condizioni di degrado molto avanzato, dovuto alla scarsa manutenzione, alle sbagliate destinazioni d'uso e ai deturpamenti sia esterni che interni, effettuati dallo stesso parroco che promosse l'acquisto dell'immobile.

### Stemma del Comune
Lo stemma del Comune, stando ad alcuni scritti, sembrerebbe essere stato lo stesso che in passato fu di Donna Olimpia Maidalchini la quale, essendo la cognata del papa Innocenzo X (Giovanni Battista Pamphili), fu proprietaria del feudo di Montecalvello. Ma da recenti ritrovamenti, nello stemma che è giunto fino a noi vi è rappresentato uno scudo con croce bianca in campo rosso, contornato da alloro e sormontato da una corona turrita. Questo stemma è rappresentato in una sala del palazzo dei Priori a Viterbo, vicino a quelli degli ex comuni di Bagnaia e San Martino. Nei documenti dell'ultima epoca dello Stato Pontificio lo stemma comunale recava invece la tiara papale, simbolo di quel governo. Probabilmente lo stemma di Donna Olimpia potrebbe essere stato imposto in precedenza al Comune di Montecalvello e successivamente ereditato dal più moderno Comune di Grotte; forse fu ancora utilizzato nei primi anni dopo la sua istituzione del 1809.

## Piantorena e il Santissimo Salvatore

### La macchia di Piantorena
La macchia di Piantorena è un bosco diffuso su un lungo ripiano di origine vulcanica (ignimbrite) che termina con uno sperone tufaceo alla confluenza di due corsi d'acqua: il Rigo, affluente del Tevere, e il Quatrete (il Quatrete si origina nel "Forco dei Fossi", nel quale confluiscono tre "fossi": il Fosso del Ponte, il Fosso Quatrete, dal quale prende il nome, e il Fosso della Macinella). La flora arborea di Piantorena è costituita principalmente da esemplari di: roverella, cerro, orniello, frassino, acero minore, acero campestre, olmo, leccio, prugno, nocciolo, corniolo, rovere, sorbo, biancospino, sambuco, nespolo, ligustro. Sono molto comuni anche esemplari di ginestra dei carbonai, pungitopo, ombelico di Venere, Hippocrepis, Polypodium, fior di cuculo, ranuncolo, ginestrino.
Una leggenda locale fa risalire il nome "Piantorena" a "Pianto di Irene", secondo la quale Irene sarebbe stata una ragazza innamorata di un guerriero partito in guerra e non più tornato. La ragazza si sarebbe dunque recata nel bosco di Piantorena dove avrebbe pianto tutte le sue lacrime. Vi è tuttavia un'altra versione della leggenda, secondo la quale Irene sarebbe stata rapita da mitici briganti e sarebbe stata portata nel bosco dove l'avrebbero uccisa. In ricordo della sofferenza della bella Irene, la località avrebbe derivato la propria denominazione. Il nominativo, però, potrebbe essere anche riferito a Turan, la dea etrusca dell'amore.

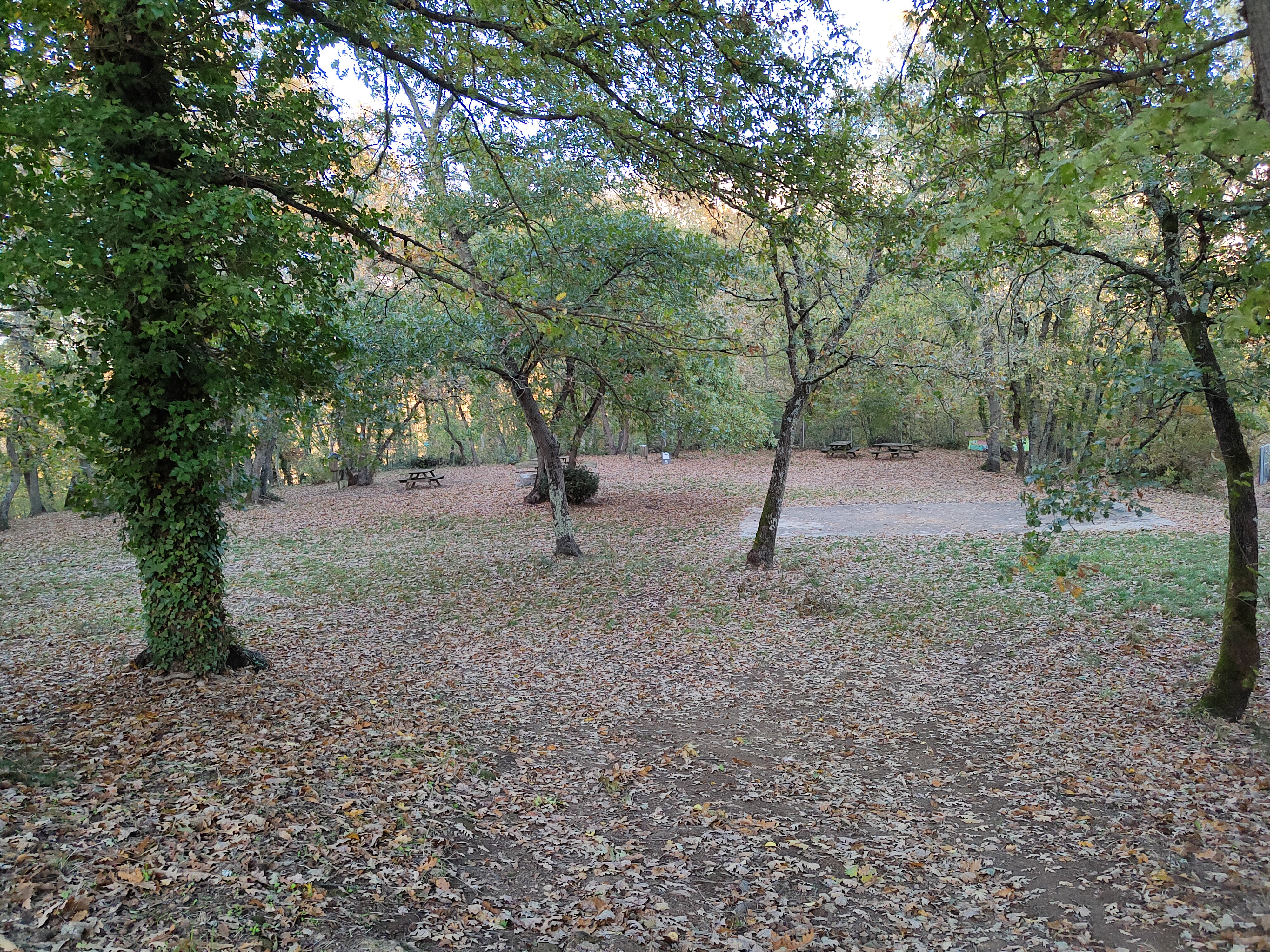
Area circostante Chiesa Santissimo Salvatore.

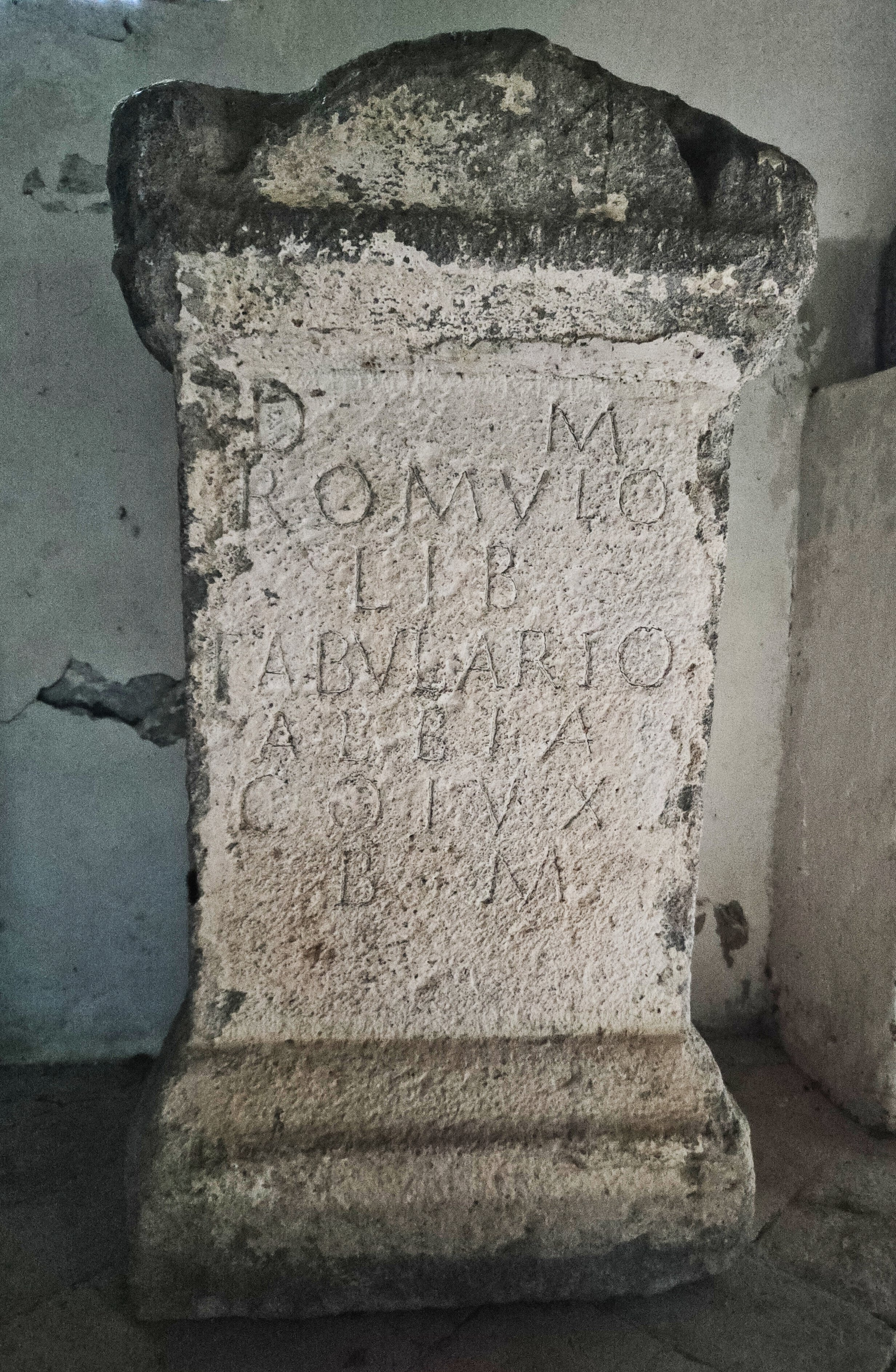
Ara Romana dell'epoca imperiale, custodita all'interno della Chiesa del SS. Salvatore.

### Il Santissimo Salvatore
Nella macchia di Piantorena si può visitare il parco archeologico del Santissimo Salvatore dove, oltre alla piccola chiesa omonima, ci sono i resti di tombe etrusche, delle mura di un antico convento di frati, di una torre medievale (forse risalente al XIII secolo) che stava a guardia del vicino castello di Montecalvello e alcune case ipogee utilizzate anche come nascondigli dai briganti di fine Ottocento. Fra queste ve ne sono alcune adibite a colombaie, scavate nelle pareti con il tipico sistema a nicchiette sovrapposte che, fin dall'età romana e poi nel Medioevo, furono utilizzate per l'allevamento dei colombi a uso commerciale. Le piccole celle, però, potrebbero essere state utilizzate anche per raccogliere urne cinerarie: ne sono state contate circa un migliaio. Sia le case ipogee sia i colombai, sia le tombe etrusche si trovano sulle pareti delle rupi, ai fianchi dello sperone tufaceo che costituisce il pianoro di Piantorena.

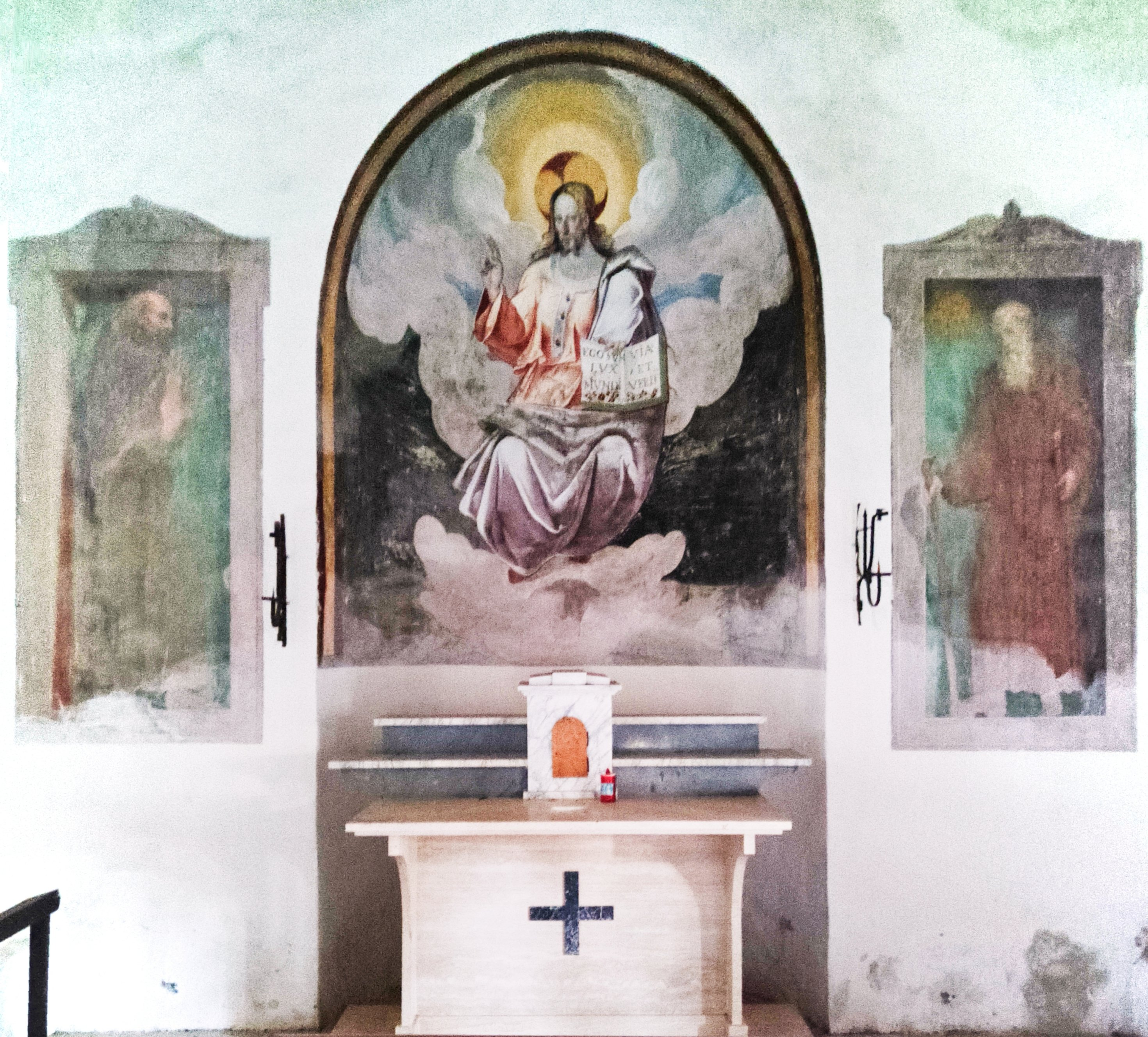
Affresco situato sul frontale, dietro l'altare della Chiesa del SS. Salvatore, raffigurante Salvator Mundi (Santissimo Salvatore). A sinistra è raffigurato San Francesco d'Assisi mentre, a destra, San Biagio.

### La chiesa del Santissimo Salvatore
La prima notizia documentata dell'esistenza della chiesa del Santissimo Salvatore risale al 9 settembre 1576, data in cui il Vescovo di Montefiascone Alfonso Binnarino, nel corso di una visita a Montecalvello, cita alcune chiese "extra moenia", fuori le mura, tra cui quella di "S. Salvatore in Sylvis". Nella chiesa è custodita un'ara in peperino di epoca imperiale romana, riportante scolpito: 
L'Ara è un omaggio-ricordo che la moglie vedova (Albia) fa una dedica agli dei Mani (le divinità della famiglia) in memoria del marito defunto (Romulo), libero artigiano. Nella zona in cui sorge la chiesa sono stati rinvenuti altri blocchi di travertino scolpiti. Tale fatto quindi avvalora l'ipotesi che Piantorena fosse già un luogo di culto ben prima dell'epoca cristiana.

## Infrastrutture e trasporti

### Ferrovie
La Stazione di Grotte Santo Stefano è collocata sulla Ferrovia Viterbo-Attigliano-Orte. Vi effettuano fermata treni regionali in servizio navetta tra Viterbo e Orte e tutte le coppie di treni regionali veloci Viterbo Porta Fiorentina-Orte-Roma Termini che, transitando sulla Ferrovia "Direttissima", offrono la possibilità di raggiungere la mattina Roma e la sera Grotte Santo Stefano da Roma Termini in circa 1 ora e 10 minuti senza cambio.

## Tradizioni popolari

### Epifania
La tradizione grottana vuole che la Befana, la sera del 5 gennaio, passi a trovare tutti i bambini del paese per capire se sono meritevoli dei doni richiesti.
Infatti per le vie del paese, si snoda un piccolo corteo, con la banda musicale che accompagna la Befana a far visita a tutti i bambini, nelle case di tutto il paese.

### Carnevale
Tra le tradizioni popolari di Grotte Santo Stefano è interessante la maschera paesana che è chiamata "Bucèfere" (secondo alcuni corruzione di Lucifero) che richiama i riti che accompagnavano la celebrazione dei Lupercalia romani. La rappresentazione nel tempo ha subito diverse trasformazioni dovute anche alle frequenti interruzioni della tradizione.
Il Bucèfere, nelle ultime rappresentazioni, vestito completamente di nero e incappucciato, e scortato da 40 "Carnevalotti" (vestiti e incappucciati di bianco), sfilava il martedì grasso del carnevale, lungo le vie del paese somministrando scudisciate a coloro che incontrava nel suo percorso, per arrivare in piazza, dove dopo la lettura del suo testamento, una sorta di cantilena dialettale, con la quale rendeva pubblici i fatti e i misfatti, avvenuti in paese durante l'anno, veniva dato alle fiamme (si allestiva un fantoccio) per rappresentare la fine del carnevale.
In tempi più lontani invece, mentre il Bucèfere risaliva dalla zona del Belvedere, accompagnato dalla cadenza del suono di un tamburo, sceglieva tra i giovani che gli porgevano il cappello, 12 carnevalotti ai quali donava un nastrino colorato. Finita la scelta, i carnevalotti dovevano difendersi dagli attacchi degli altri non scelti che tentavano di rubare il nastrino e, se questo avveniva, il carnevalotto derubato doveva cercare di recuperarlo per evitare le vergate da parte del Bucèfere.
Come negli ultimi decenni, una volta arrivati in piazza, il Bucèfere saliva sulla scalinata di una casa e leggeva il proprio "Testamento" che come già detto, era composto ad arte per mettere alla berlina i paesani rendendo pubblici fatti e misfatti avvenuti durante l'anno. Sempre secondo la tradizione, terminata la lettura del "Testamento" il Bucèfere veniva dato alle fiamme.
La manifestazione, che negli anni ha subito varie interruzioni e modifiche nella rappresentazione, viene portata avanti con successo crescente grazie ad una associazione culturale, composta principalmente da giovani grottani, denominata appunto "il Bucèfere" e nata proprio con lo scopo di riconsegnare alla popolazione e tramandare alle future generazioni una tradizione tra le più antiche e particolari del nostro territorio. 

### 1º maggio
Il primo giorno di maggio si festeggia la festa campestre del SS. Salvatore. Ogni anno tutta la popolazione di Grotte Santo Stefano, si ritrova presso il santuario del S.S. Salvatore nella vicina macchia di Piantorena dove oltre a partecipare alle funzioni religiose, se il tempo lo permette, è solita organizzare pranzi con carne alla brace e buon vino, restando poi fino a sera, intrattenendosi con giochi popolari, sempre immersi nel verde che circonda la piccola Chiesa rurale sita sul posto.

## Cultura e associazioni
L'associazione Pro loco Santo Stefano durante l'anno promuove varie attività tra le quali, nel mese di giugno, la Sagra delle fettuccine; il G.P.A.L. (gruppo promotore attività locali) che si distingue in particolare per l'organizzazione della "Gipalissima", una sorta di competizione a squadre che si contendono un trofeo in varie manifestazioni di tipo sportivo, artistico e di abilità in generale, durante tutta l'estate; il motogruppo "I Tasci Grottani" è una associazione di motociclisti locali che organizza il Tascio Fest, grande raduno che richiama motociclisti da molte parti della provincia e non solo.
Altre associazioni, sono: I cavalieri di Grotte Santo Stefano e quelli di Ferento, La soc. Sportiva, La Misericordia, L'AVIS, L'Associazione per l'impegno Sociale, L'Ecomuseo della Tuscia ed altre, le quali garantiscono la promozione delle attività nel paese e di fatto si sostituiscono con spirito di sacrificio alla mancanza degli assessorati di un comune che purtroppo Grotte Santo Stefano non ha.
Grotte Santo Stefano può inoltre vantare una tradizione bandistica con più di 90 anni di storia. La banda "Ferentum" infatti nasce nel 1920 e si esibisce per la prima volta il 15 luglio del 1922, in piazza del Comune (piazza dell'Unità dopo l'aggregazione a Viterbo). La banda, con un primo organico di circa 20 elementi, diretto dal maestro Sebastiano Rapisarda, come già detto, si esibì per la prima volta nella piazza del piccolo comune il 15 luglio del 1922.